# Daniel Njenga
Patrick Muturi (7 maggio 1976) è un ex siepista e maratoneta keniota.

## Biografia
Ha vinto la medaglia d'oro alle Universiadi in maratona nel 1995; successivamente si è dedicato principalmente alla maratona, cogliendo diversi podi in gare su strada di livello mondiale (principalmente alla Maratona di Chicago ed alla Maratona di Tokyo, manifestazione che peraltro nel 2004 e nel 2007 ha vinto).

## Palmarès
| Anno | Manifestazione | Sede    | Evento       | Risultato | Prestazione | Note |
| ---- | -------------- | ------- | ------------ | --------- | ----------- | ---- |
| 1995 | Universiadi    | Fukuoka | 3000 m siepi | Oro       | 8'27"03     |      |

## Altre competizioni internazionali
1999
- 10º alla Maratona di Fukuoka ( Fukuoka) - 2h11'49"

2001
- 17º alla Maratona di Fukuoka ( Fukuoka) - 2h20'58"

2002
- Argento alla Maratona di Chicago ( Chicago) - 2h06'16"

2003
- Bronzo alla Maratona di Chicago ( Chicago) - 2h07'41"

2004
- Oro alla Maratona di Tokyo ( Tokyo) - 2h08'43"
- Argento alla Maratona di Chicago ( Chicago) - 2h07'44"

2005
- Bronzo alla Maratona di Chicago ( Chicago) - 2h07'14"
- 15º alla Maratona di Londra ( Londra) - 2h15'25"

2006
- Argento alla Maratona di Chicago ( Chicago) - 2h07'40"

2007
- Oro alla Maratona di Tokyo ( Tokyo) - 2h09'45"
- Bronzo alla Maratona di Chicago ( Chicago) - 2h12'45"

2008
- 8º alla Maratona di Chicago ( Chicago) - 2h17'33"
- 13º alla Maratona di Tokyo ( Tokyo) - 2h14'11"

2009
- 27º alla Maratona di Tokyo ( Tokyo) - 2h21'46"